# Kab ibn Zubair
Ka'b bin Zuhayr var en arabisk poet, son till muallakadiktaren Zuhair ibn Salama och samtida med Muhammed, vilken han retade med sina smädesverser, riktade mot profeten och islam.
Plötsligen infann han sig hos Muhammed i Medina och hyllade honom med en dikt, efter inledningsorden kallad Bānat Su'ād ("Suad har dragit bort"). Den väckte profetens förtjusning och skalden, som härmed underkastade sig islam, belönades med hans mantel, burda, varför dikten även fått detta namn. Den har ofta utgetts och kommenterats, bland annat av Theodor Nöldeke i Delectus veterum carminum arabicuorum (1890). En fransk översättning utgavs av R. Basset 1890.
På 1200-talet upprepade den egyptiske poeten Al-Busiri bedriften i en hyllning, som fått namnet al-Búrda ("Manteln"), eftersom Al-Busiri drömde att han fått samma belöning som ibn Zubair.